# Józef Tadeusz Polkowski
Józef Tadeusz Polkowski (ur. 17 października 1820 w Warszawie, zm. 31 sierpnia 1895 tamże) – polski malarz, rysownik i pedagog.

## Życiorys
Uczęszczał na zajęcia do prywatnej szkoły prowadzonej przez Aleksandra Kokulara, z którym współpracował do jego śmierci. Uczył się w szkole prowadzonej przez Bonawenturę Dąbrowskiego oraz w Szkole Sztuk Pięknych u Jana Feliksa Piwarskiego.
Nauczał rysunku w warszawskim gimnazjum oraz był ilustratorem w warszawskich pismach, między innymi w latach 1856–1860 w „Tygodniku Ilustrowanym”. Malował obrazy przedstawiające sceny rodzajowe, portrety oraz obrazy religijne. W 1845 i 1858 prezentował swoje prace na wystawach w Warszawie. Od 1875 jego obrazy były w warszawskiej Zachęcie.
Żonaty był z Lucyną Florentyną z domu Kokular i miał pięcioro dzieci: Marię, Józefa, Tadeusza, Stanisława i Mariana. Zmarł 31 sierpnia 1895 i pochowany został na cmentarzu Powązkowskim w Warszawie.